# Synodus gibbsi
Synodus gibbsi är en fiskart som beskrevs av Cressey, 1981. Synodus gibbsi ingår i släktet Synodus och familjen Synodontidae. Inga underarter finns listade i Catalogue of Life.